# أنقليس ثعباني
أنقليس ثعباني أو أنقليس الثعبان أو أنقليس دودي (الاسم العلمي: Ophichthidae) هي فصيلة من الأسماك ضمن رتبة الأنقليسات. الأنقليس الثعباني هو نفسه الأنقليس الحفار، حيثُ تمت تسميتها لمظهرها الجسدي، وامتلاكها أجسامًا تشبه الأسطوانات الطويلة.

## أصنوفات
الأصنوفات الأدنى لهذا الكائن:
- كود سباركل
- تحديث القائمة

جنس:Ahlia 
اسم علمي: Ahlia

جنس:Allips 
اسم علمي: Allips

جنس:Aprognathodon 
اسم علمي: Aprognathodon

جنس:Asarcenchelys 
اسم علمي: Asarcenchelys

جنس:Bascanichthys 
اسم علمي: Bascanichthys

جنس:Benthenchelys 
اسم علمي: Benthenchelys

جنس:Callechelys 
اسم علمي: Callechelys

جنس:Caralophia 
اسم علمي: Caralophia

جنس:Dalophis 
اسم علمي: Dalophis

جنس:Ethadophis 
اسم علمي: Ethadophis

جنس:Glenoglossa 
اسم علمي: Glenoglossa

جنس:Gordiichthys 
اسم علمي: Gordiichthys

جنس:Leptenchelys 
اسم علمي: Leptenchelys

جنس:Leptocephalus 
اسم علمي: Leptocephalus

جنس:Letharchus 
اسم علمي: Letharchus

جنس:Leuropharus 
اسم علمي: Leuropharus

جنس:Luthulenchelys 
اسم علمي: Luthulenchelys

جنس:Mixomyrophis 
اسم علمي: Mixomyrophis

فُصيلة:Myrophinae 
اسم علمي: Myrophinae

جنس:Myrophis 
اسم علمي: Myrophis

فُصيلة:Ophichthinae 
اسم علمي: Ophichthinae

جنس:Ophichthys 
اسم علمي: Ophichthys

جنس:Paraletharchus 
اسم علمي: Paraletharchus

جنس:Phaenomonas 
اسم علمي: Phaenomonas

جنس:Pseudomyrophis 
اسم علمي: Pseudomyrophis

جنس:Schismorhynchus 
اسم علمي: Schismorhynchus

جنس:Schultzidia 
اسم علمي: Schultzidia

جنس:Scolecenchelys 
اسم علمي: Scolecenchelys

جنس:Sphagebranchus 
اسم علمي: Sphagebranchus

جنس:Stictorhinus 
اسم علمي: Stictorhinus